# Blera (insecto)
Blera  es un género de insecto sírfido. La mayoría de las especies presentan una prominencia en el rostro. Es principalmente un género norteamericano, es también holártico y oriental.

## Especies
Hay alrededor de 35 especies, 16 están en el Neártico.
- Blera analis (Macquart, 1842)
- Blera armillata (Osten Sacken, 1875)
- Blera badia (Walker, 1849)
- Blera confusa Johnson, 1913
- Blera eoa (Stackelberg, 1928)
- Blera fallax (Linnaeus, 1758)
- Blera flukei (Curran, 1953)
- Blera garretti (Curran, 1924)
- Blera humeralis (Williston, 1882)
- Blera japonica (Shiraki, 1930)
- Blera johnsoni (Coquillett, 1894)
- Blera metcalfi (Curran, 1925)
- Blera nigra (Williston, 1887)
- Blera nigripes (Curran, 1925)
- Blera nitens (Stackelberg, 1923)
- Blera notata (Wiedemann, 1830)
- Blera ochrozona (Stackelberg, 1928)
- Blera pictipes (Bigot, 1883)
- Blera robusta (Curran, 1922)
- Blera scitula (Williston, 1887)
- Blera umbratilis (Williston, 1887)
- Blera violovitshi Mutin, 1991
- Blera yudini Barkalov, 1991

(Lista incompleta)